# روبين أدريان سيلفا
روبين أدريان سيلفا (بالإسبانية: Rubén Adrián Silva)‏ هو لاعب كرة قدم أوروغواياني، ولد في 20 أغسطس 1964 في مونتفيدو في الأوروغواي. لعب مع سنترال إسبانيول.

## وصلات خارجية
- روبين أدريان سيلفا على موقع قاعدة بيانات كرة القدم.إي يو (الإنجليزية)
- روبين أدريان سيلفا على موقع ناشيونال فوتبول تيمز (الإنجليزية)